# Фунт
 Тази статия е за единицата за маса и тегло.  За паричната единица на Великобритания, позната и като фунт стерлинг или паунд стърлинг, вижте Британска лира.  
Фунт (от латински: pondus – „тегло, гира“, на английски: pound, на немски: Pfund) е единица за измерване на маса и тегло. В българския език думата е заета от немски език, най-вероятно преминала през руски.
В миналото фунтът е имал предшественик – единица, наричана с латинската дума libra („везна“), като в англоезичните страни от нея е останал символът lb, но вече използван за фунт (pound). Паричната единица лира стерлинг и до днес се означава със символа £, също произлизащ от думата libra.
В днешно време се използват:
- стандартен американски и английски фунт, равен на 16 унции или 453,592 374 495 300 g (≈453,6 g);
- тройски (британски аптечен) фунт (тройфунт), равен на 12 тройунции или 373,241 718 913 976 g (≈373,2 g).

В разни страни в миналото са се използвали различни определения за фунта:
- староруски фунт, равен на 32 лота или 409,51 g;
- австрийски фунт, равен на 560,01 g;
- каролингски фунт, равен на 408 g;[3]
- шведски фунт, равен на 425 g.

В много европейски страни, използващи метричната система, като извънсистемна единица в практиката се ползва „метричен фунт“ (на немски: Pfund; на френски: livre; на нидерландски: pond), равен на 0,5 kg.
Фунтът се използва също като единица за тегло и изобщо за сила (ср. килограм-сила). Една английска фунт-сила (pound-force) е равна приблизително на 4,448 N.